# Gheorghe Tattarescu
Gheorghe Tattarescu, né à Focșani en octobre 1818 et mort à Bucarest le 24 octobre 1894, est un peintre roumain de style néoclassique, de la période de la renaissance culturelle roumaine.

## Sa vie et son œuvre
Il étudie la peinture auprès de son oncle, Nicolae Teodorescu, puis à l’École ecclésiastique de peinture de Buzău. Une bourse lui permet ensuite de se rendre à l’Accademia di San Luca de Rome, où il est l'élève de Natale Carta, Giovanni Silvagni et Pietro Gagliardi entre 1845 et 1851.
La Révolution roumaine de 1848 et l'idéal d'un État national et progressiste lui inspirent des compositions allégoriques telle que La Renaissance de la Roumanie en 1849, L'Union des principautés en 1859 et 11 février - La Roumanie moderne en 1866. Lors d'un voyage à Paris en 1851, il peint plusieurs portraits de révolutionnaires roumains en exil tel que Nicolae Bălcescu. Il réalise en 1860 un Album national où sont représentés des monuments et paysages roumains.
En 1863, il fonde avec Theodor Aman l’École nationale des beaux-arts de Bucarest, dont il est directeur de 1891 à 1892. Il peint des paysages de style romantique et réalise avec ses élèves une cinquantaine de fresques pour des églises roumaines, notamment dans la cathédrale métropolitaine de Iași. Il publie en 1865 un ouvrage sur les Préceptes et études utiles sur les proportions du corps humain.
En 1951, la maison de Bucarest où il vécut pendant près de quarante ans est transformée en son honneur en musée Gheorghe Tattarescu.

## Galerie

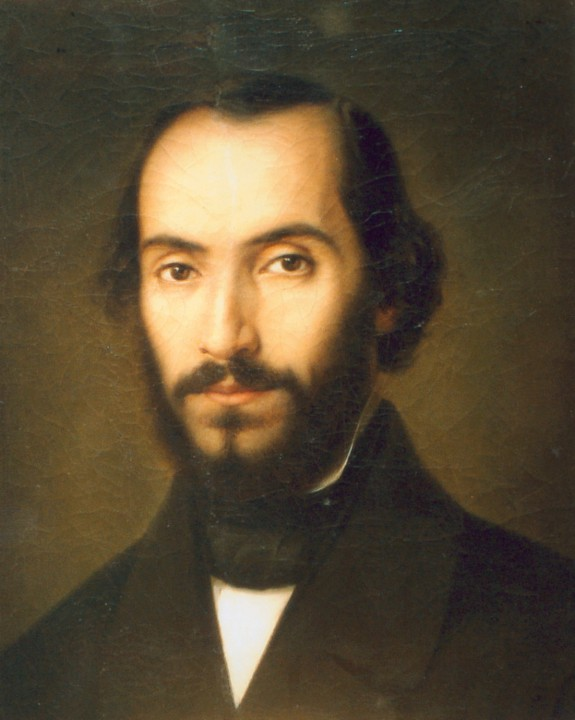
Nicolae Bălcescu
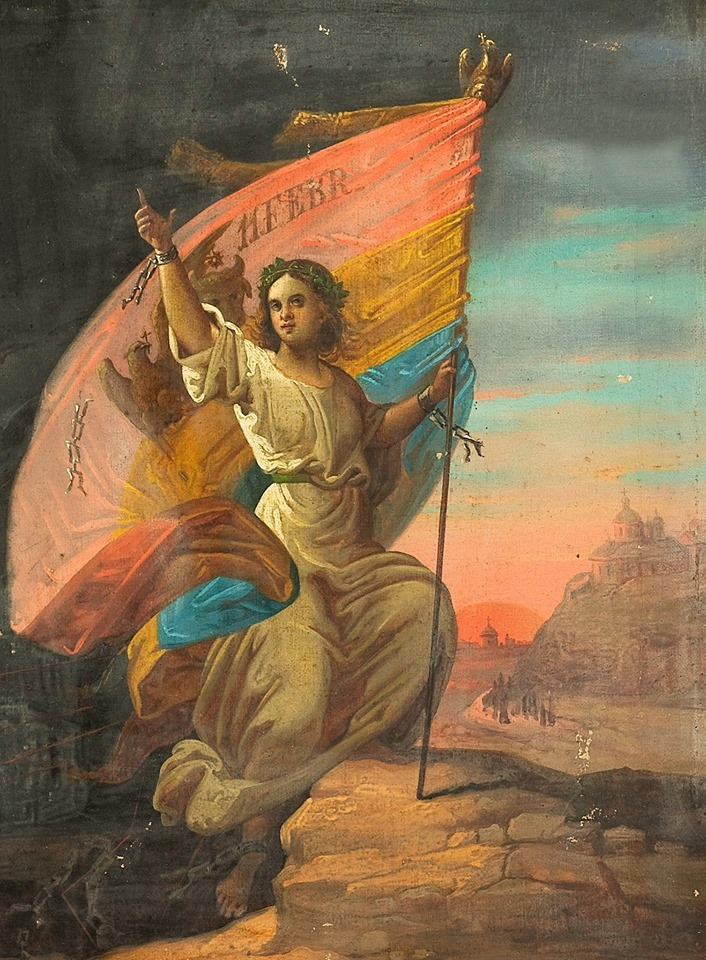
11 février 1866 - La Roumanie moderne
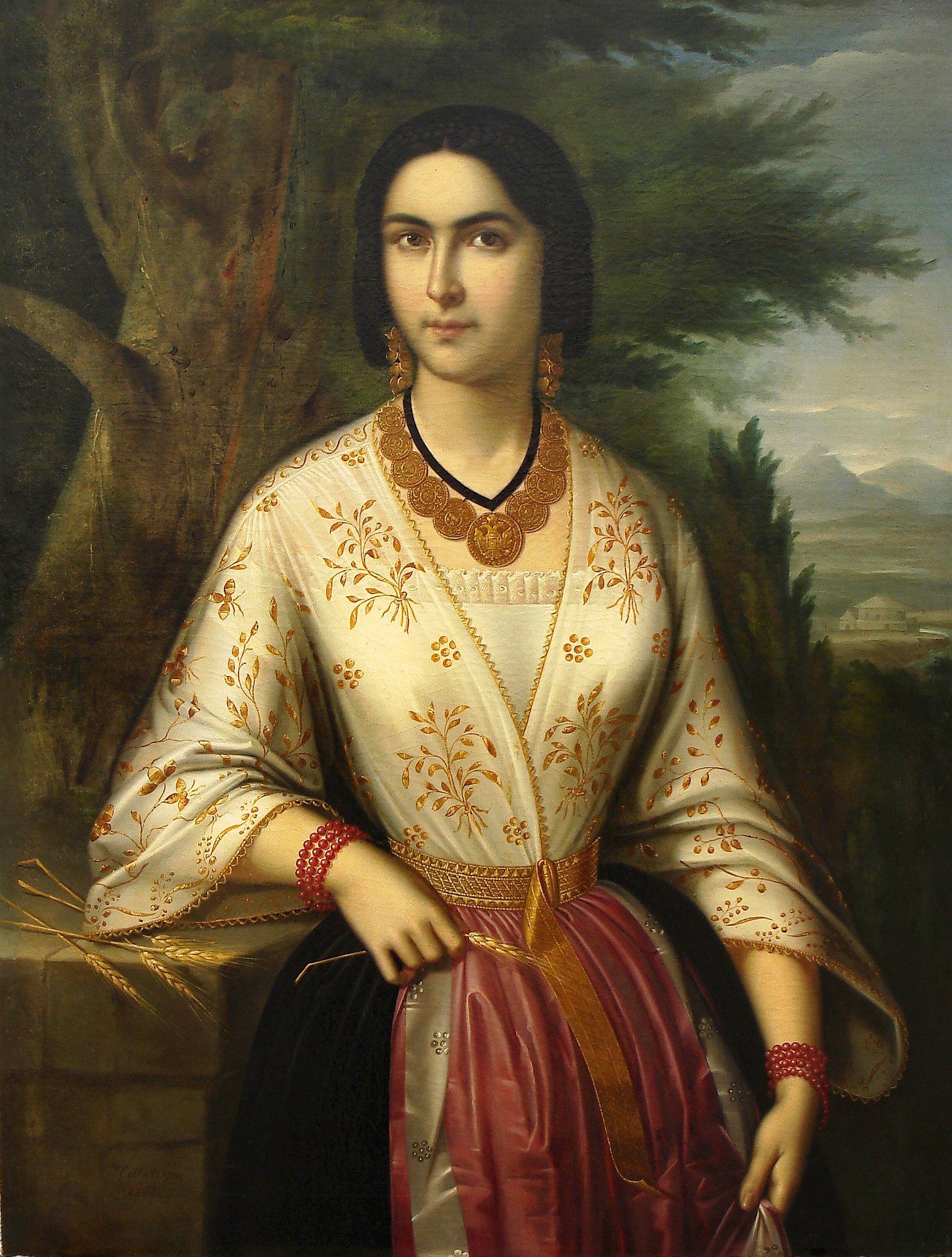
Jeune femme au collier
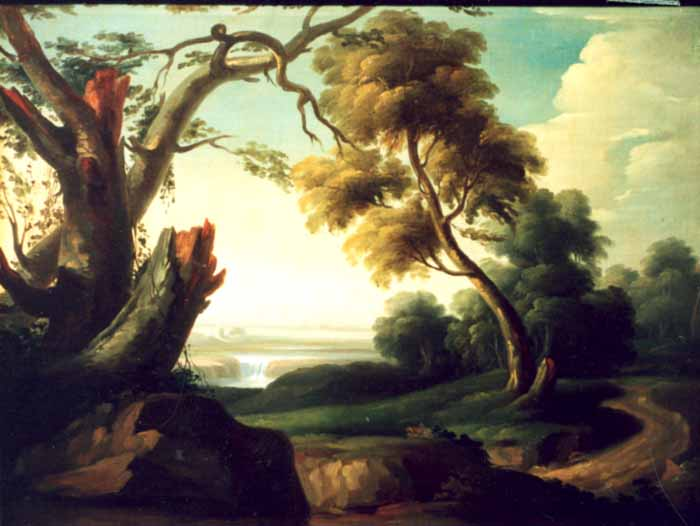
Paysage à l’arbre cassé